# 扎巴拉 (安德魯紹夫卡區)
49°59′48″N 28°55′40″E / 49.99667°N 28.92778°E
扎巴拉（烏克蘭語：Забара），是烏克蘭北部的村莊，隸屬日托米爾州的別爾季切夫區。該村始建於1793年，面積10.79平方公里，海拔高度232米，2001年人口402，人口密度每平方公里37.26人。